# NGC 5418
NGC 5418 is een balkspiraalstelsel in het sterrenbeeld Ossenhoeder. Het hemelobject werd op 24 april 1830 ontdekt door de Britse astronoom John Herschel.

## Synoniemen
- UGC 8946
- MCG 1-36-16
- ZWG 46.40
- IRAS 13597+0755
- PGC 49997